# Хандан
Хандан (邯郸) град је Кини у покрајини Хебеј. Према процени из 2009. у граду је живело 1.376.701 становника.

## Становништво
Према процени, у граду је 2009. живело 1.376.701 становника.
| 1990.   | 2000.     | 2009.     |
| ------- | --------- | --------- |
| 805.771 | 1.301.373 | 1.376.701 |